# Biorheology
Biorheology is een internationaal, aan collegiale toetsing onderworpen wetenschappelijk tijdschrift op het gebied van de biofysica. Het wordt uitgegeven door IOS Press en verschijnt tweemaandelijks. Het eerste nummer verscheen in 1962.